# Ellwang
Ellwang ist ein Ortsteil der Gemeinde Herrsching am Ammersee im oberbayerischen Landkreis Starnberg.

## Geographie
Der Ort liegt nordwestlich des Kernortes Herrsching am Ammersee. Westlich verläuft die St 2017 und erstreckt sich der 46,6 km² große Ammersee. Südöstlich liegt das 107,5 ha große Naturschutzgebiet Herrschinger Moos, östlich erstreckt sich der 1,95 km² große Pilsensee.

## Geschichte
Der Name ist im 11. Jh. als Ellinwanch verschriftlicht. Er war ursprünglich ein Flurname und bedeutet ‚Wang des Ello‘.